# Ronald Paris

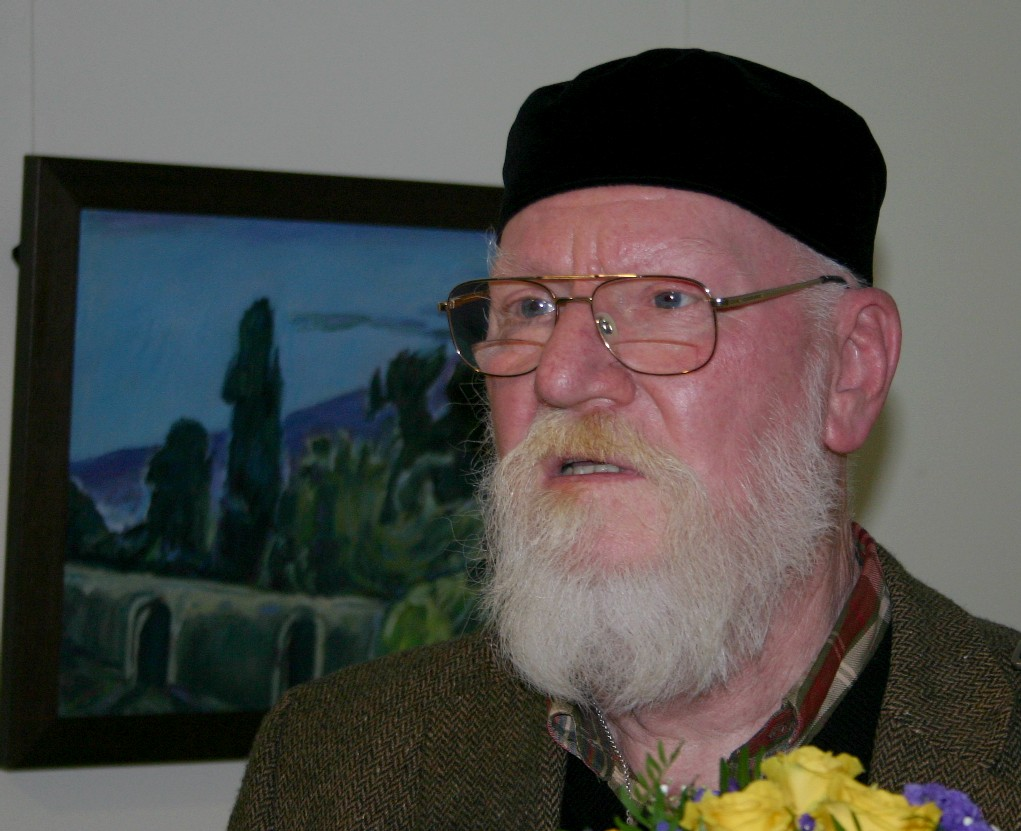
Ronald Paris (2012)

Ronald Paris (* 12. August 1933 in Sondershausen; † 17. September 2021 in Rangsdorf) war ein deutscher Maler und Grafiker. Von 1993 bis zur Emeritierung 1999 war er Professor an der Burg Giebichenstein Kunsthochschule Halle.

## Herkunft und Ausbildung
Ronald Paris wurde 1933 geboren als Sohn des Theaterschauspielers Rupprecht Paris (1902–1955) und dessen Frau Henny, geb. Klose (1906–1982), einer Weißnäherin. Nach dem Besuch der Volksschule in Weimar begann er dort 1948 eine Lehre als Kunstglaser und Glasmaler. Da zu diesem Zeitpunkt bereits sein Wunsch, Maler zu werden, feststand, besuchte Paris von 1950 bis 1952 die Arbeiter-und-Bauern-Fakultät in Jena und erlangte dort die Hochschulreife. Hieran schloss sich ein Restauratorenlehrgang (Volontariat) am Schloßmuseum in Gotha an. Von 1953 bis 1958 studierte er Wandmalerei an der Hochschule für bildende und angewandte Kunst Berlin-Weißensee bei Kurt Robbel, Arno Mohr, Bert Heller, Gabriele Mucchi und Toni Mau.

## Schaffen
Ab 1959 arbeitete er freischaffend. Im selben Jahr legte er während einer Sowjetunion-Reise 3000 km auf der Wolga zurück. 1961 wurde er Mitglied im Verband Bildender Künstler Deutschlands (VBKD) (später VBK der DDR), dessen Berliner Bezirksvorsitzender er von 1985 bis 1991 war. In dieser Funktion unterzeichnete er 1989 eine Erklärung mit, die Unverständnis über das Unvermögen der Partei- und Staatsführung ausdrückte und zum Gewaltverzicht aufrief.
Sein Triptychon Dorffestspiele in Wartenberg wurde 1961 von der SED-Führung heftig kritisiert, weil die Darstellung der Arbeiter nicht deren idealisierter Vorstellung entsprach. 1962 entwarf Paris für das Brecht-Stück Schweyk im Zweiten Weltkrieg am Berliner Ensemble das Premierenplakat. Von 1963 bis 1966 war er Meisterschüler bei Otto Nagel an der Deutschen Akademie der Künste in Berlin (Ost). 1965 war Ronald Paris Mitbegründer der Triennale Intergrafik, deren Vorsitzender er später war.
1969 porträtierte Paris im Rahmen der Mitarbeit an einer Grafikmappe Künstler sehen Künstler den Sänger und Schauspieler Ernst Busch. In dessen Folge entstanden zwei Busch-Gemälde, und die Fassung Ernst Busch II wurde auf der VII. Kunstausstellung der DDR ausgestellt. Da die Gemälde nicht den Busch zeigten, sondern einen müden alten Mann, erhielt Paris zahlreiche Kritik, nicht zuletzt von Busch selbst. Das Gemälde wurde vom Ministerium für Kultur aufgekauft und ist später auf spektakuläre Weise verschwunden. Es gilt heute als verschollen.
Paris hatte in der DDR und im Ausland eine Vielzahl von Einzelausstellungen und Ausstellungsbeteiligungen, u. a. nahm er von 1962 bis 1988 an allen Deutschen Kunstausstellungen bzw. Kunstausstellungen der DDR in Dresden teil.
Von 1993 bis 1999 hatte er eine Professur an der Burg Giebichenstein Kunsthochschule Halle inne. Paris lebte und arbeitete ab 1985 in Rangsdorf (nahe Berlin), wo er im September 2021 im Alter von 88 Jahren starb.
In Chemnitz initiierte der ehemalige Chemnitzer Oberbürgermeister und derzeitige Stadtrat Eberhard Langer im Sommer 2016 einen Antrag an den Stadtrat, die Wiederaufstellung der Emaille-Konstruktion Brunnen der Jugend im Sozialismus zu prüfen.
2019 initiierte Paris unter Bezug auf die Intergrafik – Internationale Triennale engagierter Grafik des Verbands Bildender Künstler der DDR eine Edition künstlerischer Druckgrafik mit Wirksamkeit über ein enges Publikum hinaus, die er gemeinsam mit der linken Tageszeitung junge Welt realisierte.

„Sein Lebenswerk zeigt expressive, oft stark vom Gestus des Zeichnerischen bestimmte Imaginationen zwischen Figur, Porträt und Landschaft, zwischen Realität und Abstraktion.“

## Familie und Freunde
Paris war von 1961 bis 1974 mit der Fotografin Helga Paris geb. Steffens († 2024) verheiratet. Aus der Ehe sind zwei Kinder (* 1962 und * 1964) hervorgegangen. Ab 1985 war er mit Isolde Paris verheiratet; 1976 wurde eine gemeinsame Tochter geboren.
Eine enge Freundschaft verband ihn unter anderem mit der Malerin Ursula Wendorff-Weidt, dem Begründer des modernen französischen Tanzes Jean Weidt, dem Sänger Wolf Biermann, dem Grafiker Herbert Sandberg, den Malern Gabriele Mucchi und Helmut Symmangk.
Der Schweriner Landschaftsmaler Wilhelm Facklam (1883–1972) war sein Onkel; ebenso der Bildhauer Roland Paris (1894–1945). Seine Großmutter war die Schriftstellerin Therese Paris.

## Werke (Auswahl)
- 1961 Stillleben mit Sonnenblumen und Quitten
- 1962 Regenbogen über dem Marx-Engels-Platz
- 1964 Bildnis Sarah und Rainer Kirsch
- 1967–68 6 Tafeln zu Brecht-Gedichten für die Bertolt-Brecht-Oberschule in Schwedt/Oder
- 1969 Wandgemälde Lob des Kommunismus für das Zentralamt für Statistik der DDR[9][10], ausgestellt im DDR-Museum in Berlin[11]
- 1970 Bildnis Ernst Busch
- 1973/74 Unser die Welt – trotz alledem (Bild für die Galerie im Palast der Republik)
- 1974 Brunnen der Jugend im Sozialismus. Chemnitz.[12]
- 1976 Von der Verantwortung des Menschen (Wandbild in Rostock-Evershagen nach einem Gedicht von Paul Éluard)
- 1978 Wandteppich Huldigung für Hanns Eisler
- 1978–82 Wandbild Triumph des Todes für das Theaterfoyer Schwedt/Oder
- 1998–2004 Altarbild für die Trinitatis-Kirche (Taufkirche von Ronald Paris) in Sondershausen[13]

## Einzelausstellungen (Auswahl)
- 1977 Rostock, Galerie am Boulevard, Zeichnungen Gouachen Aquarelle
- 1983 Rostock, Kunsthalle, Handzeichnungen aus 30 Jahren
- 2008 Sondershausen (Marstall des Schlosses Sondershausen), Ronald Paris : Lob des Realismus – Retrospektive 2008
- 2008 Schwerin (Schleswig-Holstein-Haus), wie vor
- 2008 Potsdam (Haus der Brandenburgisch-Preußischen Geschichte), wie vor[14]
- 2013 Sondershausen, Ölbilder aus den Jahren 2000 bis 2012 – Sonderausstellung zum 80. Geburtstag des Künstlers[15]
- 2019 Potsdam, Museumshaus am Güldenen Arm, Ronald Paris … erlebt Paris[16]
- 2020 Berlin, Schloss Biesdorf, Bilder vom Sein. Arbeiten aus sechs Jahrzehnten[17]
- 2024 Baruth/Mark, Galerie Packschuppen, Einblicke & Ausblicke
- 2024 Stendal, Winckelmann-Museum, Ronald Paris. Ein Leben mit Mythen und Landschaften
- 2024/2025 Sondershausen, Schlossmuseum, Menschenbilder – Porträts aus 60 Jahren

## Auszeichnungen (Auswahl)
- 1967 Käthe-Kollwitz-Medaille
- 1970 Erich-Weinert-Medaille
- 1976 Banner der Arbeit
- 1976 Nationalpreis der DDR II. Klasse für Kunst und Literatur
- 1977 Kunstpreis des FDGB
- 2013 Brandenburgischer Kunstpreis (Ehrenpreis des Brandenburger Ministerpräsidenten für das Lebenswerk)